# Oak Grove (condado de Barron, Wisconsin)
Oak Grove es un pueblo ubicado en el condado de Barron en el estado estadounidense de Wisconsin. En el Censo de 2010 tenía una población de 948 habitantes y una densidad poblacional de 10,41 personas por km².

## Geografía
Oak Grove se encuentra ubicado en las coordenadas 45°35′23″N 91°42′43″O / 45.58972, -91.71194. Según la Oficina del Censo de los Estados Unidos, Oak Grove tiene una superficie total de 91.06 km², de la cual 89.89 km² corresponden a tierra firme y (1.29%) 1.17 km² es agua.

## Demografía
Según el censo de 2010, había 948 personas residiendo en Oak Grove. La densidad de población era de 10,41 hab./km². De los 948 habitantes, Oak Grove estaba compuesto por el 97.89% blancos, el 0.95% eran afroamericanos, el 0.11% eran amerindios, el 0.42% eran asiáticos, el 0% eran isleños del Pacífico, el 0.21% eran de otras razas y el 0.42% pertenecían a dos o más razas. Del total de la población el 1.37% eran hispanos o latinos de cualquier raza.